# Zhang Jianhua
Zhang Jianhua – chiński zapaśnik w stylu wolnym. Zdobył brązowy medal na mistrzostwach Azji w 1983 roku.